# Puchar Rosji w piłce nożnej
Puchar Rosji w piłce nożnej (ros. Кубок России по футболу) – cykliczne rozgrywki piłkarskie o charakterze pucharu krajowego w Rosji. Organizowane co sezon przez Rosyjski Związek Piłki Nożnej (RFS) i przeznaczone są dla krajowych klubów piłkarskich. Najważniejsze po Priemjer-Lidze piłkarskie rozgrywki w kraju.

## Historia
W 1992 roku rozpoczęły się pierwsze rozgrywki o Puchar Rosji. Zwyciężył klub Torpedo Moskwa. Wcześniej, w latach 1973–1991 rozgrywany był turniej piłki nożnej dla drużyn z Rosyjskiej FSRR, uczestniczących w Wtoroj lidze mistrzostw ZSRR (D3). Trofeum powstał z okazji 75-lecia futbolu w Rosji. Zawodnicy - właściciele Pucharu otrzymali tytuł "kandydata na mistrza sportu ZSRR". W 1978, 1979 i 1982 losowanie nie odbyło się z powodu Spartakiady Narodów RFSRR.
Nikomu jeszcze nie udało się zdobyć trofeum trzy razy z rzędu; najbliżej był Lokomotiw Moskwa, który zdobył puchar w 1996 i 1997 roku i przegrał w finale 1998 roku ze Spartakiem Moskwa. Lokomotiw Moskwa został pierwszym pięciokrotnym zdobywcą pucharu w 2007 roku, a CSKA Moskwa był drugim w 2009 roku. W 2004 po raz pierwszy, i dotychczas (2017) jedyny, trofeum zdobył klub drugoligowy – Terek Grozny. Najbardziej utytułowany klub Pucharu Rosji to Lokomotiw Moskwa (9 zwycięstw).

## Format
Format rozgrywek był wiele razy zmieniany. W rozgrywkach uczestniczą 107 klubów występujących w Mistrzostwach Rosji. Pierwszą rundę rozgrywa się zazwyczaj w lipcu, zaś finał w maju kolejnego roku kalendarzowego. Puchar Rosji był od początku rozgrywany systemem jesień-wiosna, podczas gdy Priemjer-Liga i inne profesjonalne rozgrywki ligowe tego kraju przeszły na ten system dopiero w 2011. Kluby amatorskie oraz kluby drugiej ligi (PFL) przystępują do losowania z etapu 1/512, 1/256 lub 1/128 finału, w zależności od liczby drużyn w odpowiedniej strefie dywizji, natomiast dla drużyn z lig niższego stopnia, tworząc pary w przedziale turniejowym, uwzględniając zasadę terytorialno-geograficzną. Przed sezonem 2020/21 kluby z pierwszej ligi (FNL) w większości losowań wchodziły do walki od 1/32 finału, a Priemjer-Ligi od 1/16 finału, rozgrywając mecze na tych etapach na polach przeciwnika z niższego stopnia. Obecnie wszystkie rywalizacje od rundy pierwszej eliminacyjnej do finału grane są w jednym meczu. Zwycięzca kwalifikuje się do dalszych gier, a pokonany odpada z rywalizacji. W wypadku kiedy w regulaminowym czasie gry padł remis zarządza się dogrywkę, a jeśli i ona nie przyniosła rozstrzygnięcia, to dyktowane są rzuty karne. Ostatnia zmiana formatu rozgrywek miała miejsce w sezonie 2023/2024, kiedy to wprowadzono 2 ścieżki: ligową (dla drużyn z Priemjer-Ligi) oraz regionalną (dla drużyn z niższych lig).
Mecz finałowy rozgrywany jest na różnych obiektach, choć zazwyczaj był to stadion Łużniki w Moskwie.

## Zwycięzcy i finaliści

### Puchar Rosyjskiej SRR (1973-1991)
Nieoficjalne:
| 1973-1991 | Rozgrywany był Puchar Rosyjskiej FSRR |

| Sezon                                                   | K   | K                                                                    | T | Zwycięzca                       | Wynik       | Finalista                      | Data, miejsce                                                                          | Br. | Król strzelców | Uwagi                               |
| Puchar Rosyjskiej FSRR (ros. Кубок РСФСР по футболу)    |     |                                                                      |   |                                 |             |                                |                                                                                        |     |                |                                     |
| wśród drużyn drugiej ligi (ros. для команд второй лиги) |     |                                                                      |   |                                 |             |                                |                                                                                        |     |                |                                     |
| 1973                                                    |     |                                                                      | 1 | Wułkan Pietropawłowsk Kamczacki | 1:0         | Maszynostroitiel Psków         | 8.09.1973, Stadion Maszynostroitiel, Psków, 8.000                                      |     |                | ? klubów                            |
| 1974                                                    |     |                                                                      | 1 | Mietałłurg Magnitogorsk         | 2:1         | Lokomotiw Kaługa               | 2.11.1974, Centralny Stadion Mietałłurgow im. 50-letia Oktiabria, Magnitogorsk, 10.000 |     |                | ? klubów                            |
| 1975                                                    |     |                                                                      | 1 | Wołga Kalinin                   | 2:1         | Dinamo Barnauł                 | 2.11.1975, Stadion Chimik, Kalinin, 15.000                                             |     |                | ? klubów                            |
| 1976                                                    |     |                                                                      | 1 | Amur Błagowieszczeńsk           | 2:0 pd.     | Trud Woroneż                   | 31.10.1976 Stadion Spartak, Błagowieszczeńsk, 8.000                                    |     |                | ? klubów                            |
| 1977                                                    |     |                                                                      | 1 | Fakieł Woroneż                  | 2:1         | Czkałowiec Nowosybirsk         | 5.11.1977, Centralny Sportkombinat Profsojuzow, Woroneż, 5.000                         |     |                | ? klubów                            |
| 1978-1979                                               |     |                                                                      |   |                                 |             |                                |                                                                                        |     |                | nie rozgrywano z powodu Spartakiady |
| 1980                                                    |     |                                                                      | 1 | Torpedo Togliatti               | 3:2         | Znamia Truda Oriechowo-Zujewo  | 16.11.1980, Stadion Centralny, Soczi, 500                                              |     |                | ? klubów                            |
| 1981                                                    |     |                                                                      | 1 | Irtysz Omsk                     | 5:0         | Lokomotiw Kaługa               | 8.08.1981, Stadion Krasnaja Zwiezda, Omsk, 15.000                                      |     |                | ? klubów                            |
| 1982                                                    |     |                                                                      |   |                                 |             |                                |                                                                                        |     |                | nie rozgrywano z powodu Spartakiady |
| 1983                                                    |     |                                                                      | 1 | Dinamo Stawropol                | 4:0         | Gieołog Tiumeń                 | 13.08.1983, Stadion Dinamo, Stawropol, 14.500                                          |     |                | ? klubów                            |
| 1984                                                    |     |                                                                      | 1 | Gieołog Tiumeń                  | 1:0 pd.     | Tiekstilszczik Iwanowo         | 4.08.1984, Stadion Gieołog, Tiumeń, 10.000                                             |     |                | ? klubów                            |
| 1985                                                    |     |                                                                      | 1 | Krasnaja Priesnia Moskwa        | 0:0         | Gieołog Tiumeń                 | 4.08.1985, Stadion Gieołog, Tiumeń                                                     |     |                | ? klubów                            |
| 1985                                                    | 2:0 | 11.08.1985, Stadion Torpedo, Moskwa                                  | 1 | Krasnaja Priesnia Moskwa        |             | Gieołog Tiumeń                 |                                                                                        |     |                | ? klubów                            |
| 1986                                                    |     |                                                                      | 1 | Tiekstilszczik Iwanowo          | 1:0         | Torpedo Rubcowsk               | 22.10.1986, Stadion Torpedo, Rubcowsk, 2.500                                           |     |                | ? klubów                            |
| 1986                                                    | 5:1 | 26.10.1986, Stadion Tiekstilszczik, Iwanowo, 5.000                   | 1 | Tiekstilszczik Iwanowo          |             | Torpedo Rubcowsk               |                                                                                        |     |                | ? klubów                            |
| 1987                                                    |     |                                                                      | 1 | Zwiezda Perm                    | 1:2         | Zorki Krasnogorsk              | 7.09.1987, Stadion Zorki, Krasnogorsk, 2.500                                           |     |                | ? klubów                            |
| 1987                                                    | 3:0 | 11.09.1987, Centralny Stadion im. Leninskogo komsomoła, Perm, 11.928 | 1 | Zwiezda Perm                    |             | Zorki Krasnogorsk              |                                                                                        |     |                | ? klubów                            |
| 1988                                                    |     |                                                                      | 1 | Zenit Iżewsk                    | sys. ligowy | Spartak Nalczyk Zwiezda Irkuck | 31.10–8.11.1988, Majkop, turniej finałowy                                              |     |                | ? klubów, finał 6 klubów            |
| 1989                                                    |     |                                                                      | 1 | Okiean Nachodka                 | 2:1         | Zwiezda Gorodiszcze            | 14.11.1989, Stadion Centralny, Wołgograd, 1.000                                        |     |                | ? klubów                            |
| 1989                                                    | 4:2 | 19.11.1989, Stadion Wodnik, Nachodka, 6.000                          | 1 | Okiean Nachodka                 |             | Zwiezda Gorodiszcze            |                                                                                        |     |                | ? klubów                            |
| 1990                                                    |     |                                                                      | 1 | APK Azow                        | 3:1         | Baszsielmasz Nieftiekamsk      | 2.10.1990, Stadion Torpedo, Nieftiekamsk, 300                                          |     |                | ? klubów                            |
| 1990                                                    | 2:0 | 4.11.1990, Stadion Donpriesmasz, Azow, 3.700                         | 1 | APK Azow                        |             | Baszsielmasz Nieftiekamsk      |                                                                                        |     |                | ? klubów                            |
| 1991                                                    |     |                                                                      | 1 | Sibir Kurgan                    | 2:0         | Kubań Baranikowski             | 3.11.1991, Stadion Centralny, Kurgan, 4.000                                            |     |                | ? klubów                            |
| 1991                                                    | 1:3 | 9.11.1991, Stadion Kołos, Baranikowski, 3.000                        | 1 | Sibir Kurgan                    |             | Kubań Baranikowski             |                                                                                        |     |                | ? klubów                            |

### Puchar Rosji
Oficjalne:
| Sezon                                                      | K | K | T | Zwycięzca           | Wynik            | Finalista              | Data, miejsce                                              | Br. | Król strzelców                                                                              | Uwagi                 |
| Puchar Rosji w piłce nożnej (ros. Кубок России по футболу) |   |   |   |                     |                  |                        |                                                            |     |                                                                                             |                       |
| 1992/93                                                    |   |   | 1 | Torpedo Moskwa      | 1:1 pd. (k. 5:3) | CSKA Moskwa            | 13.06.1993, Stadion Łużniki, Moskwa, 25.000                | 7   | Dmitrij Pietrienko                                                                          | 187 klubów            |
| 1993/94                                                    |   |   | 1 | Spartak Moskwa      | 2:2 pd. (k. 4:2) | CSKA Moskwa            | 22.05.1994, Stadion Łużniki, Moskwa, 30.000                | 6   | Roman Orieszczuk                                                                            | 141 klub              |
| 1994/95                                                    |   |   | 1 | Dinamo Moskwa       | 0:0 pd. (k. 8:7) | Rotor Wołgograd        | 14.06.1995, Stadion Łużniki, Moskwa, 15.000                | 5   | Siergiej Iljuszin                                                                           | 167 klubów            |
| 1995/96                                                    |   |   | 1 | Lokomotiw Moskwa    | 3:2              | Spartak Moskwa         | 11.05.1996, Stadion Dinamo, Moskwa, 20.000                 | 5   | Marat Mułaszew                                                                              | 152 kluby             |
| 1996/97                                                    |   |   | 2 | Lokomotiw Moskwa    | 2:0              | Dinamo Moskwa          | 11.06.1997, Stadion Torpedo, Moskwa, 13.800                | 6   | Anatolij Bałałujew, Rusłan Usikow                                                           | 158 klubów            |
| 1997/98                                                    |   |   | 2 | Spartak Moskwa      | 1:0              | Lokomotiw Moskwa       | 7.06.1998, Stadion Łużniki, Moskwa, 38.000                 | 5   | Andriej Bakalec, Andriej Kniaziew                                                           | 160 klubów            |
| 1998/99                                                    |   |   | 1 | Zenit Petersburg    | 3:1              | Dinamo Moskwa          | 26.05.1999, Stadion Łużniki, Moskwa, 22.000                | 8   | Siergiej Połstianow                                                                         | 157 klubów            |
| 1999/00                                                    |   |   | 3 | Lokomotiw Moskwa    | 3:2 pd.          | CSKA Moskwa            | 21.05.2000, Stadion Dinamo, Moskwa, 26.000                 | 5   | Władimir Kulik, Aleksandr Katasonow                                                         | 146 klubów            |
| 2000/01                                                    |   |   | 4 | Lokomotiw Moskwa    | 1:1 pd. (k. 4:3) | Anży Machaczkała       | 20.06.2001, Stadion Dinamo, Moskwa, 8.500                  | 6   | Pawieł Barankow                                                                             | 143 kluby             |
| 2001/02                                                    |   |   | 1 | CSKA Moskwa         | 2:0              | Zenit Petersburg       | 12.05.2002, Stadion Łużniki, Moskwa, 48.000                | 4   | Władimir Dżubanow                                                                           | 144 kluby             |
| 2002/03                                                    |   |   | 3 | Spartak Moskwa      | 1:0              | FK Rostów nad Donem    | 15.06.2003, Stadion Lokomotiw, Moskwa, 22.000              | 8   | Aleksandr Pietuchow                                                                         | 145 klubów            |
| 2003/04                                                    |   |   | 1 | Terek Grozny        | 1:0              | Krylja Sowietow Samara | 29.05.2004, Stadion Lokomotiw, Moskwa, 17.000              | 6   | Rezo Dżikija                                                                                | 131 klub              |
| 2004/05                                                    |   |   | 2 | CSKA Moskwa         | 1:0              | FK Chimki              | 29.05.2005, Stadion Lokomotiw, Moskwa, 24.000              | 6   | Aleksandr Kierżakow                                                                         | 116 klubów            |
| 2005/06                                                    |   |   | 3 | CSKA Moskwa         | 3:0              | Spartak Moskwa         | 20.05.2006, Stadion Łużniki, Moskwa, 61.000                | 5   | Fernando Cavenaghi, Aleksandr Jarkin, Jô, Aleksandr Kierżakow                               | 117 klubów            |
| 2006/07                                                    |   |   | 5 | Lokomotiw Moskwa    | 1:0 pd.          | FK Moskwa              | 27.05.2007, Stadion Łużniki, Moskwa, 50.000                | 5   | Branislav Krunić, Dmitrij Syczow                                                            | 119 klubów            |
| 2007/08                                                    |   |   | 4 | CSKA Moskwa         | 2:2 pd. (k. 4:1) | Amkar Perm             | 17.05.2008, Stadion Lokomotiw, Moskwa, 24.000              | 5   | Martin Kuszew, Anatolij Tymoszczuk                                                          | 114 klubów            |
| 2008/09                                                    |   |   | 5 | CSKA Moskwa         | 1:0              | Rubin Kazań            | 31.05.2009, Ariena Chimki, Chimki, 16.500                  | 5   | Michaił Biriukow, Andriej Michejew                                                          | 123 kluby             |
| 2009/10                                                    |   |   | 2 | Zenit Petersburg    | 1:0              | Sibir Nowosybirsk      | 16.05.2010, Stadion Olimp-2, Rostów nad Donem, 15.400      | 4   | Dmitrij Czesnokow, Aleksiej Miedwiediew, Dmitrij Sysujew, Andriej Szabanow, Robert Zebelian | 120 klubów            |
| 2010/11                                                    |   |   | 6 | CSKA Moskwa         | 2:1              | Ałanija Władykaukaz    | 21.05.2011, Stadion Szynnika, Jarosław, 12.900             | 4   | Maksim Bondarienko, Seydou Doumbia                                                          | 116 klubów            |
| 2011/12                                                    |   |   | 1 | Rubin Kazań         | 1:0              | Dinamo Moskwa          | 9.05.2012, Stadion Centralny, Jekaterynburg, 26.700        | 6   | Artur Jełbajew                                                                              | 114 klubów            |
| 2012/13                                                    |   |   | 7 | CSKA Moskwa         | 1:1 pd. (k. 4:3) | Anży Machaczkała       | 1.06.2013, Achmat-Ariena, Grozny, 30.500                   | 4   | Ahmed Musa                                                                                  | 108 klubów            |
| 2013/14                                                    |   |   | 1 | FK Rostów nad Donem | 0:0 pd. (k. 6:5) | FK Krasnodar           | 8.05.2014, Anży Ariena, Kaspijsk, 19.500                   | 5   | Jeremy Bokila, Artiom Siwajew                                                               | 110 klubów            |
| 2014/15                                                    |   |   | 6 | Lokomotiw Moskwa    | 3:1 pd.          | Kubań Krasnodar        | 21.05.2015, Stadion Centralny, Astrachań, 16.000           | 4   | Siergiej Sieczin                                                                            | 105 klubów            |
| 2015/16                                                    |   |   | 3 | Zenit Petersburg    | 4:1              | CSKA Moskwa            | 2.05.2016, Kazań Ariena, Kazań, 36.562                     | 4   | Maksim Bolszakow, Siergiej Czernyszew, Arkadij Simanow                                      | 97 klubów             |
| 2016/17                                                    |   |   | 7 | Lokomotiw Moskwa    | 2:0              | Urał Jekaterynburg     | 2.05.2017, Stadion Olimpijski, Soczi, 24.500               | 3   | Aleksandr Łomakin, Iwan Rodin, Aleksiej Sabanow, Maksim Wotinow                             | 96 klubów             |
| 2017/18                                                    |   |   | 1 | FK Tosno            | 2:1              | Awangard Kursk         | 9.05.2018, Wołgograd Ariena, Wołgograd, 40.373             | 4   | Aleksandr Sobolew                                                                           | 96 klubów             |
| 2018/19                                                    |   |   | 8 | Lokomotiw Moskwa    | 1:0              | Urał Jekaterynburg     | 22.05.2019, Samara Ariena, Samara, 38.018                  | 4   | Aleksandr Aleksiejew, Aleksandr Gagłojew, Anton Miranczuk                                   | 92 kluby              |
| 2019/20                                                    |   |   | 4 | Zenit Petersburg    | 1:0              | FK Chimki              | 25.07.2020, Stadion Centralny, Jekaterynburg, 3.408        | 5   | Dżamał Dibirgadżijew                                                                        | 96 klubów             |
| 2020/21                                                    |   |   | 9 | Lokomotiw Moskwa    | 3:1              | Krylja Sowietow Samara | 12.05.2021, Stadion Niżny Nowogród, Niżny Nowogród, 20.808 | 4   | François Kamano, Fiodor Smołow                                                              | 90 klubów             |
| 2021/22                                                    |   |   | 4 | Spartak Moskwa      | 2:1              | Dinamo Moskwa          | 29.05.2022, Stadion Łużniki, Moskwa, 69.306                | 4   | Maksim Łomakin, Quincy Promes, Wiaczesław Szwyriow                                          | 99 klubów             |
| 2022/23                                                    |   |   | 8 | CSKA Moskwa         | 1:1 pd. (k. 6:5) | FK Krasnodar           | 11.06.2023, Stadion Łużniki, Moskwa, 53.425                | 7   | Jhon Córdoba                                                                                | 103 kluby             |
| 2023/24                                                    |   |   | 5 | Zenit Petersburg    | 2:1              | Bałtika Kaliningrad    | 02.06.2024, Stadion Łużniki, Moskwa, 41.776                | 5   | Iwan Siergiejew                                                                             | 107 klubów, 2 ścieżki |
| 2024/25                                                    |   |   | 9 | CSKA Moskwa         | 0:0 pd. (k. 4:3) | FK Rostów nad Donem    | 01.06.2025, Stadion Łużniki, Moskwa, 57.176                | 6   | Christopher Martins Pereira Siergiej Pinjajew Timur Sulejmanow                              | 107 klubów, 2 ścieżki |

Uwagi:

- wytłuszczono nazwy zespołów, które w tym samym roku wywalczyły mistrzostwo i Puchar kraju,
- kursywą oznaczone zespoły, które w meczu finałowym nie występowały w najwyższej klasie rozgrywkowej.
- skreślono rozgrywki nieoficjalne.

## Statystyki

### Klasyfikacja według klubów
W dotychczasowej historii oficjalnych rozgrywek o Puchar Rosji na podium oficjalnie stawało w sumie 22 drużyn. Liderem klasyfikacji jest Lokomotiw Moskwa, który zdobył 9 Pucharów.
Stan po sezonie 2024/2025.
| Lp. | Klub                   | Zdobywca | Finalista   | Lata triumfów                                                                   |   |   |                                                                                   |
| --- | ---------------------- | -------- | ----------- | ------------------------------------------------------------------------------- | - | - | --------------------------------------------------------------------------------- |
| Lp. | Klub                   | 1.       | CSKA Moskwa | Lata triumfów                                                                   | 9 | 4 | 2001/02, 2004/05, 2005/06, 2007/08, 2008/09, 2010/11, 2012/13, 2022/2023, 2024/25 |
| 2.  | Lokomotiw Moskwa       | 9        | 1           | 1995/96, 1996/97, 1999/00, 2000/01, 2006/07, 2014/15, 2016/17, 2018/19, 2020/21 |   |   |                                                                                   |
| 3.  | Zenit Petersburg       | 5        | 1           | 1998/99, 2009/10, 2015/16, 2019/20, 2023/24                                     |   |   |                                                                                   |
| 4.  | Spartak Moskwa         | 4        | 2           | 1993/94, 1997/98, 2002/03, 2021/22                                              |   |   |                                                                                   |
| 5.  | Dinamo Moskwa          | 1        | 4           | 1994/95                                                                         |   |   |                                                                                   |
| 6.  | FK Rostów nad Donem    | 1        | 2           | 2013/14                                                                         |   |   |                                                                                   |
| 7.  | Rubin Kazań            | 1        | 1           | 2011/12                                                                         |   |   |                                                                                   |
| 8.  | FK Tosno               | 1        | 0           | 2017/18                                                                         |   |   |                                                                                   |
| 8.  | Terek Grozny           | 1        | 0           | 2003/04                                                                         |   |   |                                                                                   |
| 8.  | Torpedo Moskwa         | 1        | 0           | 1992/93                                                                         |   |   |                                                                                   |
| 11. | Anży Machaczkała       | 0        | 2           |                                                                                 |   |   |                                                                                   |
| 11. | FK Chimki              | 0        | 2           |                                                                                 |   |   |                                                                                   |
| 11. | FK Krasnodar           | 0        | 2           |                                                                                 |   |   |                                                                                   |
| 11. | Krylja Sowietow Samara | 0        | 2           |                                                                                 |   |   |                                                                                   |
| 11. | Urał Jekaterynburg     | 0        | 2           |                                                                                 |   |   |                                                                                   |
| 15. | Ałanija Władykaukaz    | 0        | 1           |                                                                                 |   |   |                                                                                   |
| 15. | Amkar Perm             | 0        | 1           |                                                                                 |   |   |                                                                                   |
| 15. | Awangard Kursk         | 0        | 1           |                                                                                 |   |   |                                                                                   |
| 15. | Bałtika Kaliningrad    | 0        | 1           |                                                                                 |   |   |                                                                                   |
| 15. | FK Moskwa              | 0        | 1           |                                                                                 |   |   |                                                                                   |
| 15. | Kubań Krasnodar        | 0        | 1           |                                                                                 |   |   |                                                                                   |
| 15. | Rotor Wołgograd        | 0        | 1           |                                                                                 |   |   |                                                                                   |
| 15. | Sibir Nowosybirsk      | 0        | 1           |                                                                                 |   |   |                                                                                   |

### Klasyfikacja według miast
Siedziby klubów: Stan po sezonie 2024/2025. 
| Miasto           | Liczba tytułów | Drużyny                                                                                          |
| ---------------- | -------------- | ------------------------------------------------------------------------------------------------ |
| Moskwa           | 24             | Lokomotiw Moskwa (9), CSKA Moskwa (9), Spartak Moskwa (4), Dinamo Moskwa (1), Torpedo Moskwa (1) |
| Petersburg       | 5              | Zenit Petersburg (5)                                                                             |
| Grozny           | 1              | Terek Grozny (1)                                                                                 |
| Kazań            | 1              | Rubin Kazań (1)                                                                                  |
| Rostów nad Donem | 1              | FK Rostów (1)                                                                                    |
| Tosno            | 1              | FK Tosno (1)                                                                                     |